# Tabitha King
Tabitha King (născută Spruce) (n. 24 martie 1949) este o autoare americană și activistă. Din 1971 este soția lui Stephen King cu care are doi copii: scriitorii Joseph Hillstrom King și Owen Phillip King.

## Lucrări

### Romane
- (1981) Small World
- (1983) Caretakers *
- (1985) The Trap (de asemenea, publicată ca Wolves at the Door) *
- (1988) Pearl *
- (1993) One on One *
- (1994) The Book of Reuben *
- (1997) Survivor
- (2006) Candles Burning (cu Michael McDowell (autor))

Notă: Lucrările marcate cu un asterisc au loc în comunitatea fictivă Nodd's Ridge din Maine, comunitate creată de Stephen King.